# Budapesti MÁVAG
A Budapesti MÁVAG egy 1910-ben Budapesten alapított sportegyesület, 1959-ben szűnt meg ezen a néven. Színei: piros-kék.

## Leírása
Volt labdarúgó-, atlétika-, birkózó-, ökölvívó-, turisztika- és tekeszakosztálya is. A MÁV Gépgyári Munkások Önművelődési Köréből alakult ki Sieberth Imre kezdeményezésére. Tisztségviselőiből: Sieberth Imre (alapító elnök), Rimóczy György (elnök), Berta Sándor (ügyvezetőelnök).

### Névváltozatok
- 1910–1932: MÁV Gépgyári Sport Kör
- 1932–1951: MÁVAG Sport Kör
- 1951–1956: Vasas MÁVAG Sport Kör
- 1956–1959: Budapesti MÁVAG
- 1959: a klub beleolvadt a Vasas Ganzvagon csapatba.

## Labdarúgás
A magyar első osztályban 1914-ben debütált az Auguszta-serlegbajnokságon. A labdarúgó-szakosztály vezetője volt többek között Jakab Márton is.
Eredmények
- 1914-es Auguszta-serlegbajnokság (5.) - játékosai: Csapkay Károly, Csonka, Kertész, Mihala, Móna, Rometh, Schubert, Szaupe, Szlányi.
- 1915-ös labdarúgó-ligabajnokság (14.)
- NB I – 1917–1918 (10.)
- NB I – 1918–1919 (12.)
- NB I – 1941–1942 (16.)
- NB I – 1944–1945 (14.)
- NB I – 1944 (6.)
- NB I – 1945 (10.)

## Stadion
Már nincs meg. Budapest X. kerületében, a Kőbányai út 45. számú telken volt.

## Tagok

### Labdarúgás
* a félkövérrel írt játékosok rendelkeznek felnőtt válogatottsággal.
- Ádám Sándor
- Balogh Miklós
- Csapkay Károly labdarúgó, labdarúgóedző
- Kárpáti Pál
- Kéri Károly
- Kiss Gyula
- Móré János
- Palatinus Károly az 1944-es őszi hadibajnokság góllövőlistájának második helyezettje.
- Puskás Ferenc labdarúgó, labdarúgóedző
- Szabó Ferenc labdarúgó
- Sziklai Ferenc
- Sztancsik József
- Tagányi Árpád
- Tihanyi László labdarúgó
- Závodi István a magyar labdarúgó-válogatottnak is tagja volt (2-szer)

### Egyéb sportágak
- Harangi Imre az 1936. évi nyári olimpiai játékok ökölvívó bajnoka.
- Rihetzky János Magyarország tizenegyszeres birkózóbajnoka (örökös bajnok).